# Edgar Alexander Mearns
Edgar Alexander Mearns (Highland Falls, 11 settembre 1856 – Washington, 1º novembre 1916) è stato un chirurgo, ornitologo e naturalista statunitense, uno dei fondatori dell'American Ornithologists' Union.

## Biografia
Mearns è nato a Highland Falls, New York, da Alexander e Nancy Reliance Mearns. Suo nonno Alexander era di origine scozzese e si trasferì a Highland Falls nel 1815. Edgar Mearns ha studiato al Donald Highland Institute (Highland Falls). Ha frequentato il Columbia College of Physicians and Surgeons, laureandosi nel 1881.
Nel 1881 sposò Ella Wittich di Circleville, Ohio. La coppia aveva un figlio e una figlia. Il loro figlio nacque nel 1886 e morì nel 1912.
Mearns divenne medico nell'esercito degli Stati Uniti, nel quale prestò servizio come chirurgo dal 1882 al 1899. Dal 1899 al 1903 fu ufficiale medico in diverse istituzioni militari. Dal 1903 al 1904 e dal 1905 al 1907 viaggiò nelle Filippine; dove nel 1904 fu costretto ad interrompere il viaggio a causa di una malattia parassitaria. Nel 1905 un viaggio lo portò a Guam come maggiore e chirurgo dell'esercito. Mearns è stato nominato ufficiale medico presso la Commissione internazionale per i confini; riferì della fauna e degli alberi del confine tra il Messico e gli Stati Uniti nel suo Mammals of the Mexican Boundary of the United States del 1907. Nel 1909 si ritirò dall'esercito con il grado di tenente colonnello .
Nello stesso anno Theodore Roosevelt invitò Mearns ad accompagnare la spedizione africana Smithsonian-Roosevelt come naturalista. Dal 1911 al 1912 fu membro della spedizione Childs Frick in Africa con l'obbiettivo di raccogliere e preparare esemplari di uccelli che sarebbero stati successivamente presentati alla Smithsonian Institution .
Mearns ha co-fondato l'American Ornithologists' Union nel 1883. Durante la sua vita ha descritto scientificamente diversi uccelli e altre specie animali, come il Turdus helleri, l'Aethopyga boltoni, la Cisticola bodessa, l'Onychomys arenicola e il Phyllergates heterolaemus. Morì a Washington, DC all'età di 60 anni.

## Eponimi
Diversi taxa animali sono chiamati in onore di Mearns: cinque uccelli; sette mammiferi, tra cui il Thomomys bottae mearnsi; e lo Petrosaurus mearnsi.